# La sorella maggiore
La sorella maggiore (in francese La Soeur aînée, in inglese The Elder Sister) è un dipinto dell'artista francese William-Adolphe Bouguereau (1825–1905), completato nel 1869.
Il dipinto fa parte della collezione del Museum of Fine Arts di Houston dal 1992, dono di un anonimo filantropo. Secondo il sito web del museo, è stato donato da una donna in memoria di suo padre. Da allora, La sorella maggiore fa parte della collezione permanente del museo (nella sezione "Arti d'Europa"), diventando uno dei dipinti più importanti ivi esposti.
Il dipinto rappresenta una ragazza ("la sorella maggiore"), seduta su una roccia e con un bambino che dorme ("il fratello minore") in grembo, su uno sfondo rappresentante un tranquillo paesaggio rurale. I modelli per il dipinto furono i figli di Bouguereau, Henriette e Paolo. La bellezza della ragazza e gli occhi che fissano direttamente chi guarda, come pure l'equilibrio della composizione, compreso il posizionamento delle gambe e le braccia dei bambini, vengono considerati come esempi dello stile accademico di pittura di Bouguereau.
Le dimensioni del dipinto sono 51 ¼ × 38 ¼ pollici (130,2 × 97,2 cm) e la cornice è di 67 ½ × 55 × 5 ½ pollici (171,5 × 139,7 × 14 cm).
Nel 1864 Bouguereau dipinse un'altra opera intitolata La sorella maggiore, attualmente appartenente alla collezione del Brooklyn Museum.